# Ti-6Al-4V

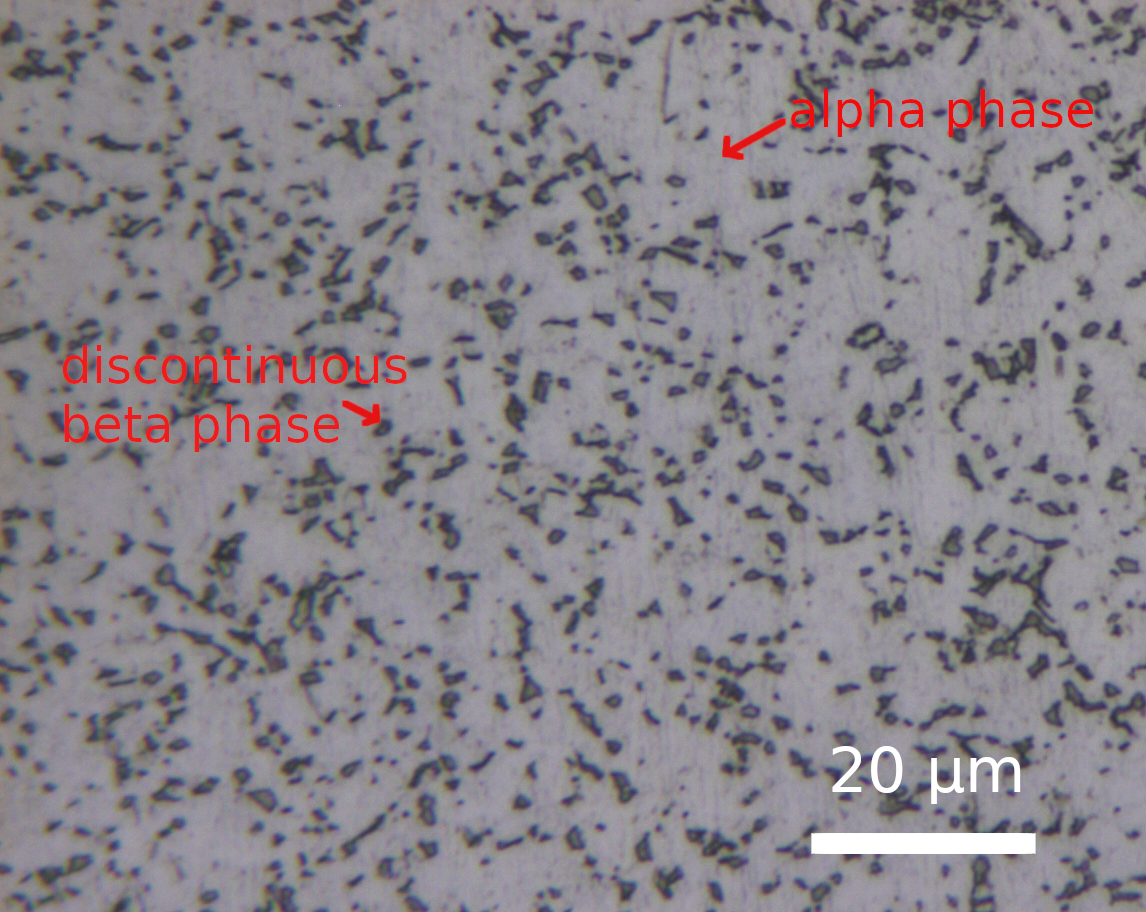
Una possible microestructura d'aliatge Ti-6Al-4V amb grans alfa equiaxials i fase beta discontínua.

Ti-6Al-4V (designació UNS R56400), també anomenat de vegades TC4, Ti64, o ASTM Grau 5, és un aliatge de titani alfa-beta amb una alta resistència específica i una excel·lent resistència a la corrosió. És un dels aliatges de titani més utilitzats i s'aplica en una àmplia gamma d'aplicacions on són necessàries una baixa densitat i una excel·lent resistència a la corrosió, com ara la indústria aeroespacial i aplicacions biomecàniques (implants i pròtesis).
Els estudis d'aliatges de titani utilitzats en armadures van començar a la dècada de 1950 a l'Arsenal de Watertown, que més tard va passar a formar part del Laboratori d'Investigació de l'Exèrcit.
Llicenciat al MIT l'any 1948, Stanley Abkowitz (1927-2017) va ser un pioner en la indústria del titani i se li atribueix la invenció del Ti-6Al-4V durant el seu temps al Laboratori de l'Arsenal de Watertown de l'exèrcit dels EUA a principis dels anys cinquanta. L'aliatge de titani/alumini/vanadi va ser aclamat com un gran avenç amb una importància militar estratègica. És l'aliatge de titani amb més èxit comercial i encara s'utilitza avui dia, havent donat forma a nombroses aplicacions industrials i comercials.
S'està produint un augment de l'ús d'aliatges de titani com a biomaterials a causa del seu mòdul més baix, una biocompatibilitat superior i una resistència a la corrosió millorada en comparació amb els acers inoxidables més convencionals i els aliatges basats en cobalt. Aquestes propietats atractives van ser una força motriu per a la introducció primerenca d'aliatges α (cpTi) i α+β (Ti—6Al—4V), així com per al desenvolupament més recent de noves composicions d'aliatge de Ti i aliatges de titani b metaestables ortopèdics. Aquests últims posseeixen una biocompatibilitat millorada, un mòdul elàstic reduït i una resistència superior a la fatiga controlada per tensió i osca. Tanmateix, la poca resistència al tall i la resistència al desgast dels aliatges de titani han limitat, tanmateix, el seu ús biomèdic. Tot i que la resistència al desgast dels aliatges b-Ti ha mostrat alguna millora en comparació amb els aliatges a#b, la utilitat final dels aliatges ortopèdics de titani com a components de desgast requerirà una comprensió fonamental més completa dels mecanismes de desgast implicats.

## Química
|     | V   | Al   | Fe | O  | C   | N   | H    | Y    | Ti      |
| --- | --- | ---- | -- | -- | --- | --- | ---- | ---- | ------- |
| Min | 3.5 | 5.5  | -- | -- | --  | --  | --   | --   | --      |
| Max | 4.5 | 6.75 | .3 | .2 | .08 | .05 | .015 | .005 | Balance |

en %

## Propietats mecàniques i físiques
L'aliatge de titani Ti-6Al-4V existeix habitualment en fases alfa, amb estructura de cristall hcp, (SG : P63/mmc) i beta, amb estructura de cristall bcc, (SG : Im-3m). Tot i que les propietats mecàniques són una funció de la condició de tractament tèrmic de l'aliatge i poden variar en funció de les propietats, a continuació es mostren els intervals de propietats típics per al Ti-6Al-4V ben processat. L'alumini estabilitza la fase alfa, mentre que el vanadi estabilitza la fase beta.
Ti-6Al-4V té una conductivitat tèrmica molt baixa a temperatura ambient, 6,7 - 7,5 W/m·K, la qual cosa contribueix a la seva mecanització relativament pobra.

## Aplicacions
- Implants i pròtesis (forjada, fosa o per fabricació additiva (AM)).
- Fabricació additiva.
- Peces i prototips per a la indústria de carreres i aeroespacial. S'utilitza àmpliament a l'avió Boeing 787.
- Apple iPhone 15 Pro (Max).